# Ulica Mełgiewska w Lublinie
Ulica Mełgiewska w Lublinie – jedna z głównych ulic Lublina, czwarta ulica w mieście pod względem długości (6069 m). Łączy Trasę W-Z (al. Tysiąclecia) ze wschodnią granicą miasta, dalej ulica prowadzi do Świdnika i do Mełgwi, od której nazwa ulicy pochodzi.
Na odcinku od al. Tysiąclecia do ulicy Turystycznej przebiega droga krajowa nr 82, na pozostałym odcinku droga wojewódzka nr 822. Ulica na odcinku od al. Tysiąclecia do ul. Tyszowieckiej jest dwujezdniowa, po 2 pasy ruchu i wraz z będącą jej przedłużeniem ul. Metalurgiczną jest ważną drogą prowadzącą do lubelskiego portu lotniczego i do obwodnicy Lublina. Odcinek ulicy Mełgiewskiej od skrzyżowania z ul Tyszowiecką do granicy miasta posiada jedną jezdnię i stanowi kontynuację drogi serwisowej biegnącej po północnej stronie ulicy.
Do 1991 r. ulica na odcinku al. Tysiąclecia–ul. Łęczyńska nosiła nazwę aleja Ilji Bazanowa.

## Otoczenie
Przy ulicy znajdują się między innymi: fabryka ciągników i autobusów „Ursus” w kompleksie zabudowań byłej Fabryki Samochodów Ciężarowych, chłodnia „Agram”, hipermarket budowlany „Castorama”, a także salon samochodowy i spółka Colian.